# 恋のダンジョンUME
「恋のダンジョンUME」（こいのダンジョン・ユーエンミー）は、日本の女性アイドルグループたこやきレインボーのメジャー6枚目のシングル。2020年7月8日にavex traxから発売された。

## 概要
「恋のダンジョンUME」は歌詞に「もしかしたらUMA」や「踊る光はUFO」といったSF用語が散りばめられた楽曲。2020年5月25日に公開されたMVは、未確認動物（UMA）である雪男がギターを演奏したり、たこやきレインボーがギターアンプになったりと、SFやコメディホラーを意識したファンタジー要素の強い作品に仕上がっている。
「UME」は「you&me」と「梅田の梅」のふたつの意味があり、ダンジョンと呼ばれる梅田の地下街の複雑さと恋の複雑さを掛けた大人な恋愛ソングになっている。「UME」の読みはユーエンミー。
シングルには表題曲のほか、新曲「プレイバックス」と、「にじースターダスト」（メジャー1stシングル「ナナイロダンス」収録）「ナンバサンバイジャー」（1stアルバム「まいど!おおきに!」収録）のリアレンジ音源を収録している。

## 収録内容

### 豪華スペシャルUFO盤
受注限定商品・mu-moショップ限定商品。CDとBlu-rayに、メンバー全員直筆サイン入りスペシャルフォトブックが付属、シリアルナンバー付きの豪華ボックス仕様となっている。
CD
1. 恋のダンジョンUME
作詞：只野 菜摘、作曲：NOBB-D、編曲：CMJK
2. プレイバックス
作詞・作曲・編曲：ARAKI
3. にじースターダスト-KiWi - MAD MAGICAL mix-
作詞・作曲：田仲圭太、編曲：SCRAMBLES
Additional arranged by KiWi
4. ナンバサンバイジャー -KiWi - MAD MAGICAL mix-
作詞・作曲・編曲：前山田健一
Additional arranged by KiWi
5. 恋のダンジョンUME -instrumental-
6. プレイバックス -instrumental-

Blu-ray
1. 恋のダンジョンUME -Music Video-
2. 恋のダンジョンUME -Off Shot Movie-
3. 「なにわンダーランド2019～Joy to the World～」＠中野サンプラザ（2019年12月15日収録）[5]
4. 「なにわンダーランド2019～Joy to the World～」-Off Shot Movie-

### ミュージックカード
mu-moショップ限定商品。
- 春名真依Ver
- 彩木咲良Ver
- 清井咲希Ver
- 根岸可蓮Ver
- 堀くるみVer

収録内容
1. 恋のダンジョンUME
2. プレイバックス
3. にじースターダスト-KiWi - MAD MAGICAL mix-
4. ナンバサンバイジャー -KiWi - MAD MAGICAL mix-

### ムービーカード
mu-moショップ限定商品。
収録内容
1. 「なにわンダーランド2019～Joy to the World～」＠中野サンプラザ（2019年12月15日収録）[5]

### アクリルスタンド付きミュージックカード
mu-moショップ限定商品。各メンバーのアクリルスタンドが付属する。
- 春名真依Ver
- 彩木咲良Ver
- 清井咲希Ver
- 根岸可蓮Ver
- 堀くるみVer

収録内容
1. 恋のダンジョンUME
2. プレイバックス
3. にじースターダスト-KiWi - MAD MAGICAL mix-
4. ナンバサンバイジャー -KiWi - MAD MAGICAL mix-

## リリース日一覧
| 地域 | リリース日   | レーベル  | 規格                                    | カタログ番号                        |
| ---- | ------------ | --------- | --------------------------------------- | ----------------------------------- |
| 日本 | 2020年7月8日 | avex trax | CD+Blu-ray                              | AVC1-94858/B（豪華スペシャルUFO盤） |
| 日本 | 2020年7月8日 | avex trax | ミュージックカード                      | AVZ1-94860（春名真依Ver）           |
| 日本 | 2020年7月8日 | avex trax | ミュージックカード                      | AVZ1-94861（彩木咲良Ver）           |
| 日本 | 2020年7月8日 | avex trax | ミュージックカード                      | AVZ1-94862（清井咲希Ver）           |
| 日本 | 2020年7月8日 | avex trax | ミュージックカード                      | AVZ1-94863（根岸可蓮Ver）           |
| 日本 | 2020年7月8日 | avex trax | ミュージックカード                      | AVZ1-94864（堀くるみVer）           |
| 日本 | 2020年7月8日 | avex trax | ムービーカード                          | AVZ1-94859                          |
| 日本 | 2020年7月8日 | avex trax | アクリルスタンド付き ミュージックカード | AVZ1-94865（春名真依Ver）           |
| 日本 | 2020年7月8日 | avex trax | アクリルスタンド付き ミュージックカード | AVZ1-94866（彩木咲良Ver）           |
| 日本 | 2020年7月8日 | avex trax | アクリルスタンド付き ミュージックカード | AVZ1-94867（清井咲希Ver）           |
| 日本 | 2020年7月8日 | avex trax | アクリルスタンド付き ミュージックカード | AVZ1-94868（根岸可蓮Ver）           |
| 日本 | 2020年7月8日 | avex trax | アクリルスタンド付き ミュージックカード | AVZ1-94869（堀くるみVer）           |